# Tessa - Leben für die Liebe
Tessa - Leben für die Liebe ("Tessa - (Una) vita per l'amore") o semplicemente Leben für die Liebe è una soap opera tedesca ideata da Karen Beyer e Beate Pfeiffer e prodotta dal 2005 al 2006 da Grundy UFA TV Produktions GmbH. Protagonisti sono Eva-Maria Grein e Oliver Boysen; altri interpreti sono Sarah Alles, Eric Bouwer, Rainer Guldener, Julia Küllinger, William Mang, Beat Marti, Judith von Radetzky, Joana Schümer
Il serial consta di una sola stagione, per un totale di 125 episodi.
La serie venne trasmessa in prima visione dall'emittente televisiva ZDF. Il primo episodio fu trasmesso il 16 gennaio 2006; l'ultimo, il 17 agosto 2006.

## Trama
Protagonista delle vicende è Thessa Thalbach, una ventiquattrenne che deve abbandonare il padre Stephan, per trasferirsi in città ed esercitare la professione di fisioterapista.
Appena scesa dal treno che l'ha condotta in città, Thessa si imbatte casualmente in Felix Kilian e tra i due è amore a prima vista.